# The True Story of Frank Zappa's 200 Motels
The True Story of Frank Zappa's 200 Motels video zapis od američkog glazbenika Franka Zappe koji izlazi 1988.g. Na njemu se nalazi detaljan zapis o stvaranju njegovog filma iz 1971.g. 200 Motels.

## Vanjske poveznice
- Video From Hell u internetskoj bazi filmova IMDb-a